# 가모촌 (지바현)
가모촌(加茂村)은 지바현 이치하라군에 있던 촌이다. 현재의 이치하라시 남부에 해당한다.
1954년, 쇼와 대합병의 시기적으로 성립하여, 10년동안 존속하다가 이치하라시에 편입되었다.

## 역사
- 1955년 1월 15일 - 다카타키촌, 도야마촌, 사토미촌, 시라토리촌이 합병해 이치하라군 가모촌이 성립하였다.
- 1967년 10월 1일 - 난소정과 함께 이치하라시에 편입되어 소멸하였다.

## 교통

### 철도
- 고미나토 철도
  - 고미나토 철도선

## 관련링크
- 千葉県市原郡加茂村 (12B0090001) - 歴史的行政区域データセットβ版